# Allan Rex Sandage
Allan Rex Sandage   (Iowa City, 18 de juny de 1926 - San Gabriel, 13 de novembre de 2010) va ser un astrònom i cosmòleg nord-americà.

## Biografia
Es va graduar a la Universitat d'Illinois el 1948. El 1953 va obtenir el seu doctorat per l'Institut de Tecnologia de Califòrnia.
La seva activitat de recerca en el camp de l'astrofísica es va centrar en l'estudi dels espectres de determinats cúmuls globulars, així com en la possibilitat que l'Univers no només s'expandisca sinó que també presente fases de contracció periòdiques. Entre els seus descobriments més notables es troba la detecció, per al rang de la llum associada a l'hidrogen a alta temperatura, de processos violents associats al nucli de la galàxia M82. Va destacar també pels seus estudis de les fonts de radiació de gran intensitat situades fora de la nostra galàxia (és a dir, la Via Làctia). Va ser un dels primers a considerar que les observacions de Hubble provaven concloentment que les nebuloses eren galàxies externes de dimensions comparables a la nostra.
Sandage va començar treballant per a l'Observatori Palomar. Va descobrir els primers "estels endarrerits blaus" en el cúmul globular M3 el 1952. Des de llavors, hom va pensar que les mateixes eren estels semblants al nostre Sol, si bé el seu color blau i major lluentor indicaven que es tractava d'estels molt més massius i joves que les que solen poblar els cúmuls globulars.
El 1958 va publicar la primera estimació del paràmetre de Hubble, uns 75 km/s/Mpc, que és un valor molt proper a l'acceptat en l'actualitat. Posteriorment es va convertir en el principal defensor d'un valor encara més baix, al voltant de 50, que es correspondria amb una edat de Hubble d'uns 20 000 milions d'anys.
Va fer estudis espectrals dels cúmuls globulars, i va deduir que tenien una edat d'almenys 25 000 milions d'anys, la qual cosa el va portar a especular que l'univers no només es contreu, sinó que en realitat s'expandeix i es contreu en cicles de 80 000 milions d'anys. En l'actualitat, les estimacions sobre l'edat de l'Univers es troben en general entorn dels 14 000 milions d'anys.
Era conegut també pel descobriment de dolls d'energia que emergeixen de la galàxia M82, que deuen haver estat provocats per explosions massives al nucli. L'evidència indica que aquestes erupcions han estat ocorrent durant els últims 1,5 milions d'anys.
Sandage era d'origen jueu, però als 60 anys es va convertir al cristianisme. A la pregunta de «Pot algú ser científic i cristià alhora?», va respondre: «Sí. Com vaig dir anteriorment, el món és massa complex i les seves parts estan massa interconnectades com perquè tot siga a causa de la sort.»
Va tenir una participació important per establir un observatori astronòmic en l'hemisferi sud: l'Observatori Las Campanas, a Xile.
Va morir el 13 de novembre de 2010.

## Honors
Premis
- Helen B. Warner Prize for Astronomy (1957)
- Eddington Medal (1963)
- Medalla d'or de la Reial Societat Astronòmica (1967)
- National Medal of Science (1970)
- Henry Norris Russell Lectureship (1972)
- Bruce Medal (1975)
- Premi Crafoord de l'Acadèmia Sueca de Ciències (1991)
- Premi Gruber de Cosmologia (2000)

Epònim
- Asteroide (9963) Sandage

## Obres
- Galaxies and the Universe[4]
- The Mount Wilson Observatory: Breaking the Code of Cosmic Evolution (Primer volum de la sèrie Centennial History of the Carnegie Institution of Washington)[5][6]
- The Hubble Atles of Galaxies[7][8][9]
- The Carnegie Atles of Galaxies[10]